# Jean Dorat
Jean Dismenandi, noto con lo pseudonimo Dorat (Limoges, 3 aprile 1508 – Parigi, 1º novembre 1588), è stato uno scrittore e poeta francese, membro della Pléiade.

## Biografia
Nacque in una nobile famiglia e dopo gli studi svolti al Collegio di Limoges si trasferì a Parigi per essere presentato al re Francesco I che divenne il suo protettore.
Nel frattempo, l'intraprendente giovane conobbe gli ellenisti Toussaint e Guillaume Budé e dal 1544 al 1547 svolse le funzioni di precettore del rampollo Jean-Antoine de Baïf, nell'imponente casa del padre, l'umanista Lazare de Baïf. In quegli stessi anni Dorat ebbe come allievo Pierre de Ronsard, che seguì fedelmente il maestro quando assunse il ruolo direttivo nel collegio Coqueret. A Ronsard e Baïf si aggiunse in seguito Joachim du Bellay per dare vita al nucleo originario della innovativa scuola lirica de La Pléiade, destinata ad avere un ruolo determinante sul futuro della poesia della seconda metà del Cinquecento, la cui denominazione fu un atto di omaggio ai sette poeti alessandrini che assunsero lo stesso titolo.
Dopo aver svolto l'attività di precettore a corte, Dorat venne invitato ad insegnare greco presso il Collegio Reale di Parigi, incarico che resse dal 1556 per una dozzina d'anni prima di cederlo al suo genero, Nicolas Goulou.
Fino alla fine della sua vita, Dorat proseguì la sua carriera di precettore e solamente poco prima di morire, nel 1586, raccolse in un volume di Poematia una parte del suo imponente materiale lirico.

## Poetica
La maggior parte delle sue poesie non è stata ancora raccolta completamente, comunque pare abbastanza chiara l'importanza di Dorat sulla nascita di un gusto classicheggiante in Francia e sull'influenza esercitata sui suoi discepoli. D'altronde fu proprio lo stesso Ronsard ad attribuirgli il merito di fondatore ed il titolo di maestro della Pléiade, nonostante la stessa posizione la meriterebbe anche Jacques Peletier du Mans, autore di un'opera poetica più imponente di quella di Dorat.
Dorat condivise l'idea per l'arte di far poesia tramite l'imitazione degli antichi e della loro eccellenza. Il contenuto poetico deve attingere al patrimonio mitico dell'antichità, da cui trarne motivi e temi. Scrisse specialmente in latino, greco e a volte in francese, indirizzando molte delle sue poesie ad amici e discepoli, quasi a prefazione delle loro opere.